# La Clayette
La Clayette là một xã ở tỉnh Saône-et-Loire trong vùng Bourgogne-Franche-Comté nước Pháp.

## Thông tin nhân khẩu
Theo điều tra dân số năm 1999, xã này có dân số 2.069 người.

## Tham khảo

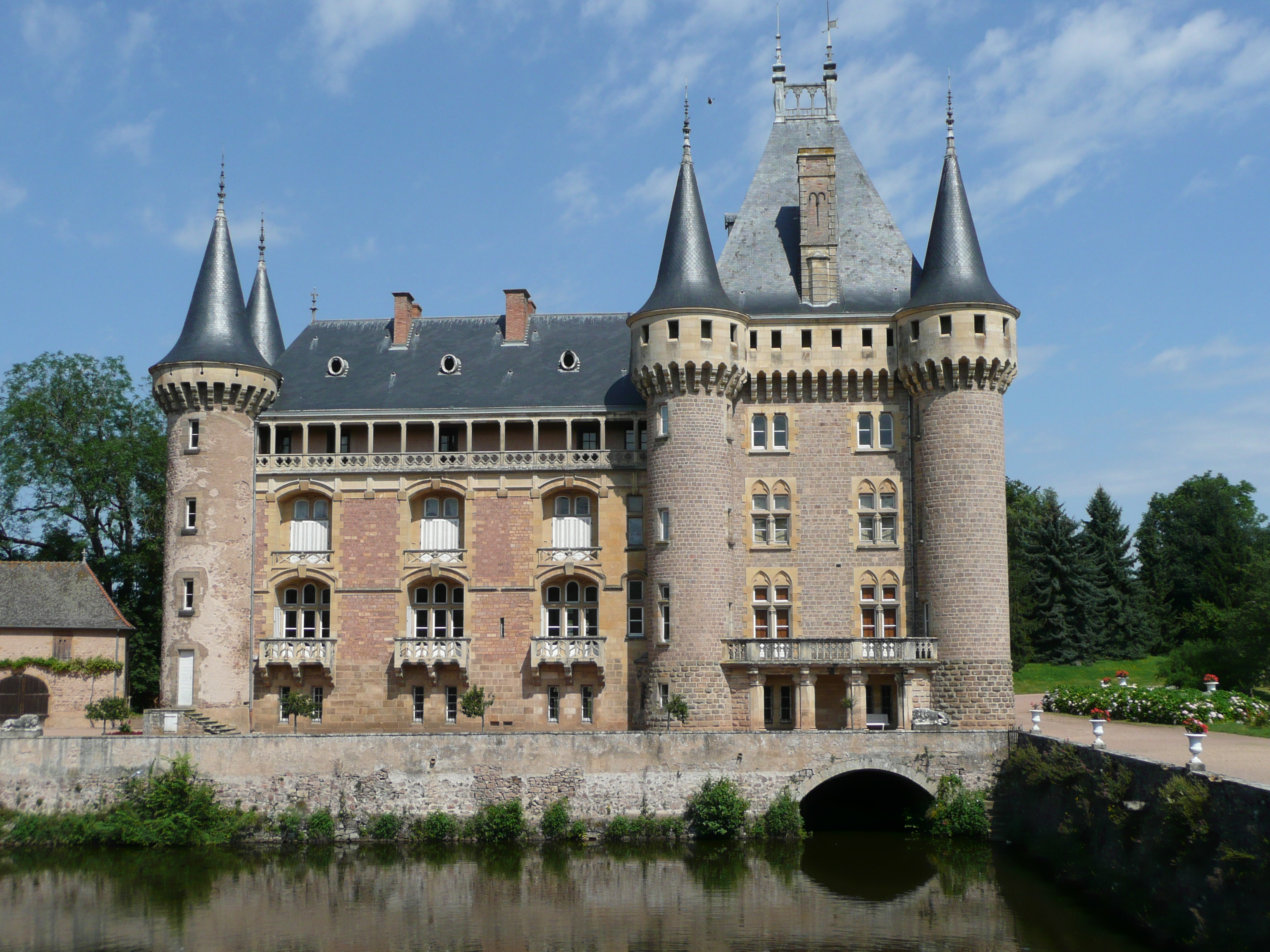
Lâu đài La Clayette